# Circular Road
Circular Road és un canal de l'Índia a l'estat de Bengala Occidental al districte de 24 Parganas (dividit el 1986 en North 24 Parganas i South 24 Parganas). El canal va entre el riu Hugli a Bagh Bazar al nord de Calcuta fins a l'anomenat llac de l'Aigua Salada (Salt Water Lake).